# Qayabaşı
Qayabaşı è un comune dell'Azerbaigian situato nel distretto di Şəki. Conta una popolazione di 1 208 abitanti.